# Компиловани програмски језик
Компиловани програмски језик је програмски језик чије су имплементације типично компилатори (преводиоци који генеришу машински језик од изворног кода), а нису интерпретатори (корак-по-корак извршиоци изворног кода, који не врше превођење пре покретања).
Термин је донекле нејасан; у принципу било који језик може бити реализован са компилатором или са интерпретатором. Комбинација оба решења је такође уобичајена: компилатор може да преведе изворни код у неки средњи облик (често називан бајткод), који се затим преноси на интерпретатор који га извршава.

## Предности и мане
Програми компилирани у урођени код за компилирано време имају тенденцију да буду бржи од оних преведених у време извршавања, због уопштавања процеса превођења. Нове технологије, као што су „Just-in-time компилација и општи напредак у процесу превођења почињу да смањују овау разлику. Помешано решење коришћења бајткода тежи да има ефикасност негде између.
Програмски језици ниског нивоа се обично компилирају, посебно када је ефикасност примарна брига, у односу на подржавање разлићитих платформи. За језике ниског нивоа, постоји више један-на-један пресликавања између програмираног кода и хардверских операција обављених од стране машинског језика, што олакшава програмерима да контролишу процесорско и меморијско коришћење много детаљније.
Уз мало труда увек је могуће написати преводиоце чак и за традиционални интерпретирани језик. На пример, Common Lisp се може превести на Јава бајткод, који се тумачи Јава виртуелном машином; C код, који је компилиран на урођен машински код; или компилиран директно на урођен код. Програмски језици који подржавају више компилационих дестинација дају већу контролу  програмеру да изабере или брзину извршења или компатибилност са различитим платформама.

## Програмски језици
Неки језици који се најчешће сматрају да су компилирани:
- Ада
- Алгол
  - Алгол 60
  - Алгол 68
  - Смол
- Бејсик
- C
  - C++
  - Објектив-Ц
  - C# (to bytecode)
  - D
- Кобол
- Клео
- Кобра
- Common Lisp
- Делфи
- Ајфел

- - Сатхер
  - Уберкод
- Ерланг(to bytecode)
- Фактор (later versions)
- Форт
- Фортран
- Гоу
- Хаскел
- Хакс (to bytecode or C++)
- IBM РПГ
- Јава (to bytecode)
- Жовиал
- Г
- Lisp
- Луш
- Меркур
- ML
  - ML Стандард

- -     - Алиса

  - ОКамл
- Модула-2
- Модула-3
- Опен-УРК
- ПјуреБејсик
- Паскал
- ПЛ/И
- Раст
- Скала
- Сид7
- Свифт
- Вижуал бејсик
- Вижуал Фокспро
- Вижуал пролог

## Алатке
- АНТЛР
- КодеВоркер
- Лекс
- Флекс
- ГНУ бизон
- Yacc